# 피레네조리앙탈주의 캉통
프랑스 피레네조리앙탈주에는 총 17개의 캉통이 속해 있다. 2015년 3월 행정구역 총개편으로 인해 현재는 다음과 같이 설치되어 있다.
- 레자스프르
- 르카니구
- 라코트사블뢰즈
- 라코트살랑케즈
- 라코트베르멜
- 페르피냥 1
- 페르피냥 2
- 페르피냥 3
- 페르피냥 4
- 페르피냥 5
- 페르피냥 6
- 라플렌딜리베리
- 레피레네카탈란
- 르리베랄
- 라발레드라글리
- 라발레드라테
- 발스피르알베르